# Pán prstenů: Dvě věže
Pán prstenů: Dvě věže je fantasy film z roku 2002 režírovaný Peterem Jacksonem a založený na druhém dílu Pána prstenů anglického spisovatele J. R. R. Tolkiena. Jde o druhý díl z filmové trilogie Pán prstenů, kterému předcházel film Společenstvo Prstenu (2001) a za kterým následuje Návrat krále (2003). Film byl kladně oceněn kritikou. Celosvětově vydělal přes 900 milionů dolarů, čímž předstihl svého předchůdce, a v nynější době je to 13. nejvýdělečnější film v historii. Snímek získal dva Oscary – za nejlepší vizuální efekty a nejlepší střih zvuku.

## Obsazení
- Elijah Wood v roli Froda Pytlíka, hobita, který má za úkol zničit Jeden prsten.
- Ian McKellen v roli Gandalfa Bílého, čaroděje, který vstal z mrtvých a je silnější než kdy jindy.
- Sean Astin v roli Samvěda Křepelky, přítele a společníka Froda.
- Viggo Mortensen v roli Aragorna, dědice Gondorského trůnu.
- Dominic Monaghan v roli Smíška.
- Billy Boyd v roli Pipina, Smíškova nejlepšího přítele.
- Orlando Bloom v roli elfského prince Legolase.
- John Rhys-Davies v roli trpaslíka Gimliho.
  - Také propůjčil hlas Stromovousovi, vládci entů.
- Andy Serkis v roli Gluma, původního majitele Prstenu (hlas a motion capture).
- Christopher Lee hraje čaroděje Sarumana, jež se spojil se Sauronem.
- Bernard Hill v roli Théodena, vládce Rohanu.
- Miranda Otto v roli Éowyn, Théodenovy neteře, která miluje Aragorna.
- Karl Urban v roli Éomera, Théodenova synovce.
- Brad Dourif v roli Grímy Červivce, Sarumanova agenta.
- Hugo Weaving jako Pán Roklinky Elrond.
- Liv Tyler jako Arwen, Elrondova dcera.
- David Wenham jako Faramir.
- Cate Blanchettová jako Galadriel.
- Craig Parker jako Haldir, kapitán elfských lučištníků.
- Sala Baker hraje Saurona, Temného pána a vládce prstenu.

## Děj
Aragorn s Legolasem a Gimlim sledují skuruty, kteří unáší Smíška a Pipina na západ do Železného pasu, sídla zlého čaroděje Sarumana. Než se jim podaří je dostihnout, skuruti jsou pobiti jezdeckou družinou Rohirů, obyvateli Rohanu, království, přes jehož území skřeti putují. Zajatí hobiti během bitvy nepozorovaně uniknou a dostanou se do blízkého lesa Fangornu, který je domovem entů, stromům podobných bytostí, které les opatrují. Na jednoho enta jménem Stromovous Smíšek s Pipinem narazí. Svým příchodem přimějí enty se sejít a reagovat na situaci, která se jich dotýká nepřátelským jednáním Sarumana, jehož sídlo s Fangornem sousedí.
Aragorn s přáteli narazí na rohanskou družinu vedenou Éomerem, synovcem rohanského krále Théodena. Od nich se dozví o pobitých skurutech. Při prohledávání bojiště zjistí, že Smíšek s Pipinem prchli do Fangornu, a vydávají se za nimi. Zakrátko však narazí na Gandalfa, který v souboji s balrogem zemřel, ale nyní se vrací na svět ještě silnější, aby splnil svůj úkol – jako Gandalf Bílý. Ten jim oznámí, že jejich přátelé jsou v bezpečí a dalšího hledání není třeba. Společně se vydávají do rohanského hlavního města Edorasu. Rohanský král Théoden je v zajetí vlivu svého rádce Grímy Červivce, ve skutečnosti Sarumanova sluhy, který má Rohiry udržet v Sarumanově vlivu. Gandalf zlomí Sarumanovo kouzlo a Theodén je opět svým pánem. Mezitím přichází zpráva o útoku Sarumanovy skurutí armády postupující ze Železného pasu. Od Grímy a Sarumana osvobozený Théoden rozhodne, že Rohirové se před Sarumanovým vojskem ukryjí ve staré rohanské pevnosti Hláska v Helmově žlebu a v ní se budou bránit. Hláska je považována za nedobytnou.
Frodo se Samem nedlouho po rozpadu Společenstva narazí na Gluma, tvora, který vlastnil Jeden prsten před Bilbem (blíže o tom v Hobitovi). Glum sledoval Společenstvo od Morie, kde přebýval, neboť toužil prsten získat zpět. Sam jej chce zabít, ale Frodo v Glumovi vidí to, co by se stalo z něj samotného, pokud by Prsten nosil příliš dlouho. Podaří se mu Gluma zkrotit a přiměje ho, aby mu ukázal cestu do Mordoru, kde již podle vlastních slov jednou byl. Glum Froda se Samem vede k Černé bráně Mordoru, Sauronovy říše (obklopené horami), ta je však silně střežena. Glum pak nabídne další cestu dále na jihu. Při jejím hledání narazí hobiti s Glumem na družinu Faramira, Boromirova bratra, který v tamní končině hlídá východní hranici Gondoru před Sauronovými zlými služebníky. Faramir Froda se Samem objeví a zajme, neví však, o koho se jedná, a než to zjistí, rozhodne se je vzít s sebou. Glum, který v okamžiku zajetí s Frodem a Samem nebyl, družinu z povzdálí sleduje. Faramir na to ovšem přijde a pod hrozbou, že Gluma nechá zastřelit, přiměje Froda, aby jej zavolal k sobě a Faramirovi vojáci jej tak mohli snadno zajmout. Frodo Glumovi sice takto zachránil život, Glum si ovšem myslí, že ho Frodo zradil a rozhodne se pomstít. Po Glumově zajetí Faramir pochopí, že Frodo nese Jeden prsten, a přes Frodovy námitky se rozhodne hobity převézt do Minas Tirith, ke svému otci, správci Gondoru Denethorovi, v přesvědčení, že se mu do ruky dostala zbraň, která může vyhrát válku.
Rohirové se uchýlí do Hlásky. Spolu s nimi je tam i Aragorn, Gimli a Legolas. Gandalf se vydal na sever za Éomerem a jeho jezdci, nevrátí se však dříve než za úsvitu pátého dne. Na poslední chvíli do Hlásky dorazí také oddíl elfských lučištníků pod vedením kapitána Haldira. Krátce poté je Hláska obklíčena skuruty. Je čtvrtý den od odjezdu Gandalfa a pro obránce pevnosti začíná dlouhá noc. Ukáže se, že Saruman svou armádu na útok proti Hlásce dobře připravil. Pomocí nálože střelného prachu skuruti prorazí Žlebovou zeď a začnou útočit na samotnou Hlásku. Hodiny ubíhají a přes hrdinný odpor obránců je situace stále zoufalejší. Vstupní brána se pod náporem pomalu rozpadá a obránců na hradbách ubývá, včetně kapitána Haldira. Aragorn nakonec přesvědčí krále Theodéna k zoufalému výpadu. Ve chvíli, kdy obránci vyráží z brány pevnosti přichází úsvit a s ním i Gandalf, Éomer a jejich jezdci. Současný útok ze dvou směrů skuruty zaskočí a jejich armáda je rozprášena.
Entové se radí a nakonec do války jít odmítnou. Stromovous míní odnést Smíška s Pipinem na severozápadní okraj Fangornu, co nejblíže jejich domovu. Hobiti jej však lstí zavedou do blízkosti Železného pasu. Když Stromovous vidí spoušť způsobenou Sarumanem - dílny vyzbrojující jeho armádu spotřebovávají spoustu dřeva - přivolá další enty a jejich hněv nad Sarumanem konečně přeteče. I s oběma hobity se vydávají na pochod k Sarumanovu sídlu, věži Orthanku, stojící uprostřed kruhu skal v Železném pasu. Saruman vyslal svou armádu proti Rohirům, entové jej tedy zastihnou nepřipraveného. Protrhnou přehradu na říčce nad Orthankem a okolí věže je zaplaveno. Saruman je ve své věži uvězněn.
Když Faramir se svým oddílem dorazí do Osgiliathu, bývalého hlavního města Gondoru na řece Anduině, je město napadeno Sauronovou armádou v čele s Prstenovým přízrakem, který cítí přítomnost Prstenu. Faramir konečně prohlédne a nechá hobity pokračovat dál v cestě. Hobiti pod Glumovým vedením dojdou nakonec k průsmyku, kudy vede cesta do Mordoru. Glum ale chystá zradu. Stále touží získat zpět Jeden prsten a doufá, že se Froda zbaví s pomocí Oduly, obrovské pavoučice, která tunely obývá.